# 鯉魚山 (花蓮縣)
鯉魚山，位於台灣花蓮縣壽豐鄉池南村與志學村交界處，峰頂海拔601公尺，為台灣小百岳之一。該山為花蓮溪主流及其支流木瓜溪、荖溪的分水嶺，峰頂立有三等三角點4302號。視野良好，可遠眺海岸山脈賀田山、月眉山稜線，並可遠眺北邊的初音山。林務局設有鯉魚山國家步道，屬於區域級國家步道，歸花蓮林區管理處所轄。
鯉魚山西側山谷有著名的鯉魚潭。

## 外部連結
- 中華民國健行登山會 （页面存档备份，存于）
- 鯉魚山步道群 - 山林悠遊網
- 旅遊資訊 - 自然步道 - 鯉魚山步道群